# Mangatarem
Mangatarem è una municipalità di seconda classe delle Filippine, situata nella Provincia di Pangasinan, nella regione di Ilocos.
Mangatarem è formata da 82 baranggay:
- Andangin
- Arellano Street (Pob.)
- Bantay
- Bantocaling
- Baracbac
- Peania Pedania (Bedania)
- Bogtong Bolo
- Bogtong Bunao
- Bogtong Centro
- Bogtong Niog
- Bogtong Silag
- Buaya
- Buenlag
- Bueno
- Bunagan
- Bunlalacao
- Burgos Street (Pob.)
- Cabaluyan 1st
- Cabaluyan 2nd
- Cabarabuan
- Cabaruan
- Cabayaoasan
- Cabayugan
- Cacaoiten
- Calumboyan Norte
- Calumboyan Sur
- Calvo (Pob.)
- Casilagan

- Catarataraan
- Caturay Norte
- Caturay Sur
- Caviernesan
- Dorongan Ketaket
- Dorongan Linmansangan
- Dorongan Punta
- Dorongan Sawat
- Dorongan Valerio
- General Luna (Pob.)
- Historia
- Lawak Langka
- Linmansangan
- Lopez (Pob.)
- Mabini (Pob.)
- Macarang
- Malabobo
- Malibong
- Malunec
- Maravilla (Pob.)
- Maravilla-Arellano Ext. (Pob.)
- Muelang
- Naguilayan East
- Naguilayan West
- Nancasalan
- Niog-Cabison-Bulaney
- Olegario-Caoile (Pob.)

- Olo Cacamposan
- Olo Cafabrosan
- Olo Cagarlitan
- Osmeña (Pob.)
- Pacalat
- Pampano
- Parian
- Paul
- Pogon-Aniat
- Pogon-Lomboy (Pob.)
- Ponglo-Baleg
- Ponglo-Muelag
- Quetegan (Pogon-Baleg)
- Quezon (Pob.)
- Salavante
- Sapang
- Sonson Ongkit
- Suaco
- Tagac
- Takipan
- Talogtog
- Tococ Barikir
- Torre 1st
- Torre 2nd
- Torres Bugallon (Pob.)
- Umangan
- Zamora (Pob.)